# گراف هالتر
گراف هالتر در نظریه گراف، نوع خاصی از گراف بیجهت است که شامل دو گروهک با یک یال میانجی است. 